# L'Héritage (film, 1976)
Pour les articles homonymes, voir L'Héritage.
Pour plus de détails, voir Fiche technique et Distribution.
L'Héritage (L'eredità Ferramonti) est un film italien réalisé par Mauro Bolognini en 1976.

## Synopsis
À Rome, en 1880, Gregorio Ferramonti qui a fait fortune dans la boulangerie, méprise et rejette ses trois enfants, Mario, Pippo et Teta, qu'il accuse de ne pas l'aimer et de n'en vouloir qu'à son argent. Teta est mariée à Paolo Furlin, haut fonctionnaire du Ministère des Travaux Publics et bientôt député. Mario est un spéculateur maladroit, couvert de dettes de jeux, qui collectionne les maîtresses. Pippo est un faible qui se lance sans succès dans un négoce de quincaillerie. Il acquiert son fonds de commerce des époux Carelli, dont il épouse la fille, Irene, laquelle entreprend, à des fins arrivistes, de réconcilier et de séduire toute la famille Ferramonti, devenant notamment la maîtresse de Mario et de Gregorio...

## Fiche technique
- Titre original : L'eredità Ferramonti
- Scénario : Ugo Pirro, Sergio Bazzini et Roberto Bigazzi, d'après le roman éponyme de Gaetano Carlo Chelli
- Photographie : Ennio Guarnieri
- Musique : Ennio Morricone
- Direction artistique : Luigi Scaccionoce
- Décors de plateau : Bruno Cesari
- Costumes : Gabriella Pescucci
- Montage : Nino Baragli
- Producteur : Gianni Hecht Lucari, pour la Flag Production
- Genre : Chronique de mœurs
- Format : Couleurs
- Durée : 114 minutes
- Dates de sorties :  Italie : 1976 /  France : 20 avril 1977

## Distribution
- Dominique Sanda : Irene Carelli-Ferramonti
- Anthony Quinn : Gregorio Ferramonti
- Fabio Testi : Mario Ferramonti
- Gigi Proietti (crédité Luigi Proietti)  (VF : Dominique Paturel) : Pippo Ferramonti
- Adriana Asti : Teta Ferramonti-Furlin
- Paolo Bonacelli : Paolo Furlin
- Rossella Rusconi : Flaviana Barbati
- Harold Bradley (crédité Harald Bromley) : Andrea Barbati
- Silvia Cerio : La signora Minelli
- Maria Russo : Rosa Carelli
- Simone Santo : Armando Carelli
- Rossana Di Lorenzo : Matilda

## Récompense
- Festival de Cannes 1976 : Prix d'interprétation féminine pour Dominique Sanda.